# Отдел „Наркотици“
„Отдел „Наркотици““ (на английски: Narc) е американски криминален трилър от 2002 г., написан и режисиран от Джо Карнахан, с участието на Джейсън Патрик и Рей Лиота.